# Crosby, Stills & Nash (and Young)
A Crosby, Stills & Nash, vagy amikor Neil Young is csatlakozik hozzájuk, a Crosby, Stills, Nash & Young egy amerikai folk-rock/rock supergroup. A zenekar leginkább egyedi énekhangzásáról és politikai dalszövegeiről ismert. Gyakran sorolják az 1960-as évek ellenkultúrájának azon csoportjába, amit ma woodstocki generáció néven ismerünk. A zenekarra leggyakrabban kezdőbetűivel – CSN vagy CSNY – utalnak. A CSNY az 1960-as évek végén és az 1970-es évek elején azon kevés észak-amerikai zenekar közé tartozott, melynek népszerűsége a Beatleséhez volt hasonló.

## Történet

### Megalakulás
A zenekart David Crosby, Stephen Stills és Graham Nash alapította 1968-ban. Előtörténete az 1960-as évek három zenekarához a britt The Hollieshoz, az amerikai The Byrdshöz  – valamint a  Buffalo Springfield feloszlásához köthető. A Byrdsben Crosby kapcsolata társaival 1967-ben romlott meg, aminek két oka volt. Az első, hogy a montereyi popfesztiválon Stephen Stills kérésére a távollévő Neil Young helyett játszott a Buffalo Springfieldben; a második pedig az, hogy "Triad" című dalát a Byrds sem albumon, sem kislemezen nem akarta megjelentetni. Végül 1967 őszén Crosbyt kirúgták a Byrdsből. 1968 elején a Buffalo Springfield személyi problémák miatt feloszlott; miután befejezték utolsó albumuk felvételét, Stephen Stillsnek nem volt munkája. Ő és Crosby egyre gyakrabban találkozott és zenélt együtt, Floridában pedig megírták a "Wooden Ships" című dalt (ebben Paul Kantner, a Jefferson Airplane gitárosa is segített). Nash akkor ismerte meg Crosbyt, amikor a Byrds 1966-ban az Egyesült Királyságban turnézott. Amikor a Hollies 1968-ban Kaliforniába utazott, Nash felkereste Crosbyt. Egy partin, amit Mama Cass, Joni Mitchell vagy John Sebastian házában tartottak (attól függ, hogy ki meséli a történetet), Nash megkérte Stillst és Crosbyt, hogy játsszák el újra Stills "You Don't Have to Cry" című dalát, amit ekkor már velük énekelt. A dolog működött, és rájöttek, hogy valami egészen különlegeset hoztak létre.
A Hollies az 1960-as évek divatos popzenéjét játszotta, de a változó zenei divattal – elsősorban az új pszichedelikus zenével – nem tudott mit kezdeni, következő albumukra pedig kizárólag Dylan-feldolgozásokat szántak. Nash úgy gondolta, ez hatalmas visszalépés lenne, ezért otthagyta zenekarát és csatlakozott Crosbyhoz és Stillshez. Először a Beatles Apple Records nevű kiadóját keresték meg, de ott elutasították őket. Végül az Atlantic Records alapítója, Ahmet Ertegün szerződtette le őket; Ertegün kedvelte a Buffalo Springfieldet, és sajnálta, hogy a zenekar feloszlott.
Zenei múltjuk miatt úgy gondolták, nem kötik le magukat egyetlen zenekarhoz. Nem kerestek új nevet, hanem saját vezetéknevüket használták, így biztosítva függetlenségüket és azt, hogy valamelyikük kiválása esetén ne tudják új taggal pótolni az illetőt, ahogy azt a Byrds vagy a Hollies tette. Szerződésük az Atlantic Recordsszal ugyanezt tükrözi: egy kipróbálatlan zenekarhoz sosem alkalmazkodtak ennyire. Menedzsmentjük sem volt akármilyen: Elliot Roberts és David Geffen segített tető alá hozni a szerződést, és biztosították, hogy a zenekar megállja helyét a piacon. Roberts a munkát felügyelte, Geffen pedig az üzleti ügyekkel foglalkozott. Crosby szavaival élve egy cápára volt szükségük, Geffen pedig az volt. Robertsnek és Geffennek kulcsszerepe volt a zenekar korai sikerében.
Első albumuk, a Crosby, Stills & Nash 1969-ben jelent meg, és azonnal a slágerlistákra került, két Top 40-es kislemez is megjelent róla. A rádiók is sokat játszották; akkor még voltak olyan független rádiósok, akik egész albumokat játszottak le megszakítás nélkül. Leszámítva azt, hogy Dallas Taylor dobolt, a legtöbb hangszeren Stills játszott. Ez vitathatatlan tehetségről árulkodik, de a turnékra – ami az album sikere nyomán elengedhetetlenné vált – fizetett zenészeket kellett vinni. Mi sem bizonyítja jobban azt, hogy berobbantak a felkapott zenekarok közé, hogy, bár csak 1969 májusban jelent meg első lemezük, 3 hónapon belül, 1969. augusztus 17-én, a záró napon felléptek "a" Woodstock fesztiválon és akusztikus ill elektronikus blokkot játszottak, összesen 16 számot. 
- Crosby, Stills & Nash – 1969. május 29.
- Déjà Vu – 1970. március 11.*
- Four Way Street – 1971. április 7.*
- So Far – 1974. augusztus 19.*
- CSN – 1977. június 17.
- Replay – 1980. december 8.
- Daylight Again – 1982. június 21.
- Allies – 1983
- American Dream – 1988*
- Live It Up – 1990. június 11.
- CSN (box set) – 1991. október
- After the Storm – 1994
- Carry On – 1998
- Looking Forward – 1999. október 26.*
- Greatest Hits – 2005. március 14.

A *-gal jelölt albumokon Neil Young is szerepel.